# Sergio Castilla
Sergio Castilla (Santiago de Chile, 20 de junio de 1942) es un director de cine y guionista chileno.

## Biografía
Era hijo de un exiliado español propietario de una sala de cine. Recibió su formación cinematográfica en París. Desde 1968 fue profesor de montaje cinematográfico en una escuela de periodismo en Chile. Participó en la campaña presidencial de Salvador Allende, como otros cineastas que formaron parte del Comité de Unidad Popular. En 1970 dirigió el documental "Mijita". A principios de 1971 comenzó a dirigir la película "La historia", que terminó en Suecia a finales de 1973. Allí también rodó la película Quisiera, quisiera tener un hijo (1974) sobre los dibujos de niños chilenos, Pinochet: fascista, asesino, traidor, agente del imperialismo (1974), Roja como Camila (1975) y otros. Luego, en 1979, dirigió la película Prisioneros desaparecidos, que se basaba en los testigos de presos chilenos, película rodada en Cuba y protagonizada por Nelson Villagra.
En 1998 dirigió Gringuito, que ganó una mención especial al Festival Internacional de Cine de Cartagena de Indias  y el Premio OCIC al Festival Internacional del Nuevo Cine Latinoamericano de La Habana .

## Filmografía
- 1970— Mijita
- 1979— Prisioneros desaparecidos
- 1990— Gentille alouette
- 1994— The Girl in the Watermelon
- 1998— Gringuito
- 2001— Te amo (made in Chile)
- 2003— Bienvenida realidad: la película
- 2006— Take the Bridge
- 2008— 1 & 2
- 2015 — Perla, la película [4]